# Andreï Korliakov
 (août 2017).
Si vous disposez d'ouvrages ou d'articles de référence ou si vous connaissez des sites web de qualité traitant du thème abordé ici, merci de compléter l'article en donnant les références utiles à sa vérifiabilité et en les liant à la section « Notes et références ».
 (août 2017).
Andreï Korliakov, né le 24 août 1957 à Ekaterinbourg en Russie, est un historien-iconographe indépendant français spécialisé en émigration de l'Empire russe vers l’Europe et le monde depuis 1861 - 1917 - 1991. Auteur de nombreux albums de photographies. 

## Biographie
Diplômé d’espagnol et d’anglais de l’Institut des langues étrangères d’Irkoutsk, Andreï Korliakov commence sa carrière comme enseignant et fonde aussitôt, en 1987, à Ekaterinbourg, la première école privée des langues étrangères de Russie « Polyglotte ». En 1991, il entame un DEA en études Ibériques et latino-américaines à l’Université de Nanterre,  et ensuite un doctorat à la même Université, ce qui l’incite à s’installer à Paris. En 1997, il intègre l’université Paris IV pour y préparer son seconde doctorat en études slaves.
En 1999, aux Éditions YMCA-PRESS, sort son premier ouvrage Histoire illustrée de l’émigration russe, 1917-1947. En 2001, voit le jour son second livre Honneur et dignité maintenus, 1917-1947, Paris, YMCA-PRESS. En 2003, parait l'album de photographies Le Corps Expéditionnaire russe en France et à Salonique, 1916-1918, co-auteur Gérard Gorokhoff, Paris, YMCA-Press. En 2005, est publié Vers le succès, 1917-1947, Paris, YMCA-PRESS, récompensé du Prix Veritas comme meilleur recherche historique de l'année 2005 désigné par les slavistes anglais.    
Ces quatre premiers ouvrages ont été félicités par le président Jacques Chirac, ainsi que par les monarques de l’Espagne, de la Belgique et des Pays-Bas[réf. nécessaire]. 
En 2007, Andreï Korliakov prépare, réalise et édite l'album de photographies Armée Blanche, Photoportraits d’officiers russes, 1917-1922 de Vitaly Joumenko, Paris, YMCA-PRESS.
En 2009, sort son cinquième ouvrage Le Grand Exode russe, Europe 1917-1939, Paris, YMCA-PRESS. 
Son dernier album, Culture russe en exil, Europe 1917-1947, paru en 2013 aux éditions d’YMCA-PRESS, a bénéficié d’une critique positive de la part de la ministre de la Culture et de la Communication, Aurélie Filippetti.
Andreï Korliakov possède près de 500 000 images numérisées et autant d’images non numérisées, avec plus de 100 000 visages, identifiés et non-identifiés, qui couvrent l’émigration russe dans le monde entier. Il effectue de nombreux prêts aux maisons d’éditions, aux musées, à différentes institutions privées et publiques, aux sociétés de productions et aux médias, parmi lesquels France 2, France 3, RFI, Cercle slave, CNRS, Mairies des Ier,  Ve, VIIe, VIIIe, XVe, XVIe arrondissements de Paris, Mairie de Boulogne-Billancourt, Société historique du 15e, Université de Strasbourg, Université de Lyon, Musée de l’histoire de l’immigration (France), Musée Cheremeteff (Russie), Musée russe de Saint-Pétersbourg (Russie) ; Association Les Saisons russes (Russie) ; éditions Les Arènes, Act édition, Taillandier, Éditions des Syrtes, YMCA-PRESS (France), Russkoye zaroubejié, Astrel edition, Novoje literatournoje obozrznije (Russie) ; Alisa Production, Chilli Pepper films, Don’t by Shy Production, TV Centre (France), Vexler (Allemagne) ; Christie’s, Sotheby’s ; revues Europe Echecs, Historia (France), Arhitektor, Roussky journal (Russie), etc.
Andreï Korliakov a été consultant d’Éric Rohmer pour le long métrage français Triple agent (sorti en 2004) et de Mikhaïl Kozakov pour un film russe de six épisodes, Le charme du mal (Очарование зла) (2006).

## Œuvre
Andreï Korliakov décrit son travail ainsi : « J’acquiers des photos, je les restaure. J’identifie les personnages dont les noms ne sont souvent pas mentionnés, et il ne reste plus personne pour les reconnaître. Il faut donc faire une enquête minutieuse et rigoureuse, pour ne pas se tromper. Il n’est pas question en effet de mettre des légendes inexactes, car cela serait contraire à la vérité historique. De plus, très peu de chercheurs explorent ce thème, et il n’y a que très peu de sources où puiser les données. J’assure aussi la maquette et la conception graphique de mes albums ».

## Publications
- « Histoire illustrée de l’émigration russe, France 1917-1947 » – Album I, Deuxième édition, enrichie, éditions YMCA-PRESS, PARIS-2020, 280 photos (N/B) – textes bilingues Français-Russe, 192 pages, 24 x 29 cm, 1,2 kg,  (ISBN 978-2-85065-279-0)
- Culture Russe en exil, Europe 1917-1947, Paris, YMCA-PRESS, 2013,  (ISBN 978-2-85065-275-2) (version russe :  (ISBN 978-2-85065-276-9)).
- Le Grand Exode russe, Europe 1917-1939, Paris, YMCA-PRESS, 2009,  (ISBN 978-2-85065-264-6).
- Vers le succès, 1917-1947, Paris, YMCA-PRESS, 2005,  (ISBN 2-85065-263-6).
- Honneur et Dignité maintenus, 1917-1947, Paris, YMCA-PRESS, 2001,  (ISBN 2-85065-257-1).
- Histoire illustrée de l’émigration russe, 1917-1947, Paris, YMCA-PRESS, 1999,  (ISBN 2-85065-253-9).
- Le Corps Expéditionnaire russe en France et à Salonique, 1916-1918, co-auteur Gérard Gorokhoff, Paris, YMCA-PRESS, 2003,  (ISBN 2-85065-260-1).
- COMME ÉDITEUR : « Armée Blanche, Photoportraits d’officiers russes, 1917-1922 » par Vitaly Joumenko, édité par Andreï Korliakov, édition YMCA-PRESS, Paris-2009, 800 photos (N/B) – textes trilingue Français-Russe-Anglais. 560 pages. 34 x 24 cm. 3,4 kg, Hors série,  (ISBN 2-85065-265-2 et 978-2-85065-265-3)
- COMME ÉDITEUR : « HISTOIRE ILLUSTRÉE DES ARMÉES BLANCHES, 1917-1922 » par Vitaly Joumenko, édité par Andreï Korliakov, édition YMCA-PRESS, Paris-2019, Hors série, 700 photos (2 COULEURS) – textes bilingues Français-Russe, 752 pages, 25 x 31 cm. 4 kg,  (ISBN 978-2-85065-277-6)

## Prix
- 2006 : Lauréat du prix « Veritas » (Grande-Bretagne) pour  l’ouvrage Vers le succès, 1917-1947, Paris, YMCA-PRESS, 2005[réf. nécessaire].

## Expositions
Depuis 1996, Korliakov a organisé de nombreuses expositions sur l’histoire illustrée de l’émigration russe en France (1917-1947), notamment :
- Billankoursk, Hôtel de ville de Boulogne Billancourt, septembre – novembre 2010.
- Les 7e Journées de l’Histoire de l’Europe à la Sorbonne, Université de Paris I, janvier 2010.
- Mairie du 15e arrondissement de Paris, décembre 2010.
- Mairie du 1er arrondissement, janvier 2004.
- De Saint-Pétersbourg à Paris, Mairie du XVIe, septembre 2003.
- Conservatoire russe Serge Rachmaninoff, 1999.
- Salon du livre historique russe, conservatoire russe Serge Rachmaninoff, 2000.
- 125e anniversaire de la bibliothèque Tourgenev, Sénat, Paris, janvier 2000.
- L’histoire illustrée de l’émigration russe, Les leadeurs de l’émigration dans les portraits des peintres russes en exil, Librairie YMCA-PRESS / Les Éditeurs réunis, Paris, 1997, 1998 et 1999.